# Birnie Stephenson-Brooks
M. E. Birnie Stephenson-Brooks ist eine Rechtsanwältin und Richterin aus Guyana. Sie hat in mehreren Ländern des Commonwealth in der Karibik gewirkt.

## Leben

### Ausbildung
Stephenson-Brooks ist die Tochter von Lieutenant Colonel Robert Birnie Stephenson und Yvonne Stephenson, neé Hancock. Ihr Vater war ein bedeutender Militär und ihre Mutter Bibliothekarin an der Universität Guyana. M. E. Birnie Stephenson erhielt ihre Schulbildung an der St. Gabriel’s Primary School (Convent of the Good Sheperd) und der St. Roses High School (Ursuline Convent) und ihr Ausbildung an der Universität Guyana und an der University of the West Indies.

### Karriere
Von 1987 bis 1991 arbeitete sie als Rechtsanwältin in Guyana. 1991 ging sie nach Saint Kitts und Nevis und arbeitete als Rechtsberaterin der Regierung von Nevis. 1992 zog sie nach Anguilla, wo sie bis 2000 als Rechtsanwältin arbeitete (Dabei war sie die erste Frau, die 1996 Präsidentin der Anguilla Bar Association wurde). Dann zog sie auf die Britischen Jungferninseln, wo sie ebenfalls als Rechtsanwältin arbeitete. 2002 ging sie zurück nach Anguilla und 2004 wurde sie als Court Magistrate, Court Registrar (Richterin) und Leiterin des Judicial Department der Regierung ernannt. Sie hatte diese Stellung bis 2009.
2009 wurde sie von der Judicial and Legal Services Commission der Karibische Gemeinschaft als Richterin des Hohen Gerichts des Eastern Caribbean Supreme Court (ECSC) ernannt; sie erhielt ihren Amtssitz in Dominica.

## Familie
Birnie Stephenson Brooks ist geschieden. Sie hat die Tochter Kibibi Stephenson, welche an der Universität Grenada einen Abschluss in Psychologie gemacht hat. Der Sohn Robert „Bobby“ Stephenson Brooks starb im Alter von 13 Monaten.
Ihre ältere Schwester ist Human Resources Director der Bank of Guyana, ihre jüngere Schwester ist Physiotherapeutin.